# The Dodo (сайт)
The Dodo — американский сайт, медиа-бренд, специализирующийся на публикации историй о животных и проблемах их прав. The Dodo был запущен в январе 2014 года Иззи Лерер, дочерью медиаменеджера Кеннета Лерера, и журналистом Керри Лауэрманом. The Dodo стал одним из самых популярных издателей Facebook, собрав 1 миллиард просмотров видео из социальной сети в ноябре 2015 года. Штаб-квартира Dodo находится в Нью-Йорке, штат Нью-Йорк.
Занимает первое место в мире среди самых «любимых» издателей «Игрушки для малышей». Бренд получил награду Shorty Social Good за лучшее использование Facebook в 2017 и 2018 годах; награду Shorty Award за лучшие работы с домашними и животными; награду Webby Award за свой социальный контент / контент с животными и еще Shorty Social Good Award за лучший видеосериал за «Comeback Kids: Animal Edition».

## История
Сайт получил свое название в честь дронта, вида птиц, который исчез из-за деятельности людей. Был основан Иззи Лерер благодаря «личной страсти к предмету…». Лерер получила докторскую степень Колумбийского университета за исследования животных с акцентом на этику животных и человеческих отношений и запустила веб-сайт, заметив вирусный успех видео с животными в Интернете, но не увидев никого, кто «на самом деле» контролировал бы эту тему. В конце 2017 года The Dodo запустил «El Dodo», свою первую неанглоязычную версию, представляющую собой канал для испаноязычной аудитории. Редакционный и видеопроизводственный персонал The Dodo в апреле 2018 года присоединился к The Writers Guild of America, East (WGAE) — американскому профсоюзу писателей кино и телевидения, а также сотрудников телерадиокомпаний.
Бренд расширил свою тематику до более длинных историй, выпустив свой первый сериал «Dodo Heroes» на Animal Planet в июне 2018 года, который впоследствии стал самым популярным сериалом среди новичков в сети и был выбран для продолжения на второй сезон в 2019 году. В июне 2018 года The Dodo провел мероприятие «День лучшей собаки» в Нью-Йорке, в котором участвовало более 1400 собак и их владельцев. Основываясь на успехе этого однодневного мероприятия, The Dodo решил провести в 2019 году похожее мероприятие «Best Dog Day Ever: Halloween Edition», продолжительностью целый месяц и прошедшего осенью этого года для собак из трех штатов.
В июле 2019 года The Dodo вместе с VidCon решил провести первую совместную секцию конференции, «The Dodo Pet Zone», с участием некоторых из наиболее известных в Интернете животных. Летом 2019 года был запущен собственный детский бренд «Dodo Kids» с новым каналом на YouTube и специальной подборкой новых детских сериалов. Вскоре после этого The Dodo анонсировал свой новый оригинальный сериал Netflix «Иззи и коалы», который дебютировал в 2020 году.
В июле 2019 года The Dodo в партнерстве с Instagram разработали серию IGTV для подростков «Ты знаешь меня… А теперь познакомься с моим питомцем» с участием молодых известных инстаграмеров и их питомцев. В сентябре 2019 года The Dodo совместно с компанией Scholastic стал издавать детские книги. Были выпущены три книги, основанные на сериале. В апреле 2020 года был представлен новый подкаст под названием «Животное спасло мою жизнь» («An Animal Saved My Life»), созданный на iHeartRadio.